# Chiesa di San Marcellino (Parma)
La chiesa di San Marcellino è un luogo di culto cattolico sconsacrato dalle forme rinascimentali, situato in strada Collegio dei Nobili a Parma, nell'omonima provincia.

## Storia
La chiesa parrocchiale di San Marcellino è ricordata per la prima volta in un documento del 23 ottobre 1074.
Fu fatta ricostruire quasi totalmente da Gabriele Lalatta su disegno di Giorgio da Erba o di Antonio da Sangallo il Giovane e fu consacrata il 4 marzo 1543 da Pompeo Musacchi, vescovo titolare di Lidda e suffraganeo di Parma.
Papa Pio IV nel 1560 la elevò alla dignità abbaziale.
La parrocchia da San Marcellino fu soppressa il 2 marzo 1928 e la chiesa fu sconsacrata.
Attualmente è aperta non con continuità ma in occasione di iniziative culturali.

## Descrizione
La facciata è a due piani, con quattro coppie di paraste doriche che sorreggono la trabeazione.
L'interno, forse disegnato da Giulio Romano, è a navata unica. Sull'altare maggiore era collocata una Madonna con il Bambino e i santi Marcellino e Girolamo di Girolamo Bedoli.
Dal 2010 ospita l'opera di Claudio Parmiggiani Naufragio con spettatore.